# Karl Sander (Pädagoge)
C/Karl Wilhelm Ferdinand Sander (* 9. Oktober 1878 in Opperhausen, Deutsches Reich; † 30. August 1938 in Lübeck) war ein deutscher Anglist und Lehrer.

## Leben
Carl Sander war ein Sohn des Landwirts Heinrich Sander und seiner Frau Johanna, geb. Flügge. Ab Ostern 1888 besuchte er das Realprogymnasium in Bad Gandersheim, das er Ostern 1894 mit der Berechtigung zum einjährig-freiwilligen Militärdienst abschloss. Nach weiteren drei Jahren auf dem Realgymnasium in Goslar legte er am 16. März 1897 das Abitur ab.
Er studierte Neuere Philologie an der Universität Göttingen, wo er 1897 Mitglied der Burschenschaft Brunsviga wurde. Ab dem Sommersemester 1899 setzte er seine Studien an der Universität Straßburg fort, wo er Mitglied der Straßburger Burschenschaft Alemannia (später zu Hamburg) wurde. 1903 wurde er hier mit einer von Emil Koeppel (1852–1917) betreuten Dissertation zum Dr. phil. promoviert. Im Dezember 1903 bestand er die Lehramtsprüfung für den höheren Schuldienst für die Fächer Französisch, Englisch und Deutsch. 1904/05 war er im Seminarjahr an seiner alten Schule in Goslar tätig. Das Probejahr verbrachte er 1905 am Gymnasium in Clausthal, woraufhin ihm zum 1. April 1906 die Anstellungsfähigkeit zugesprochen wurde.

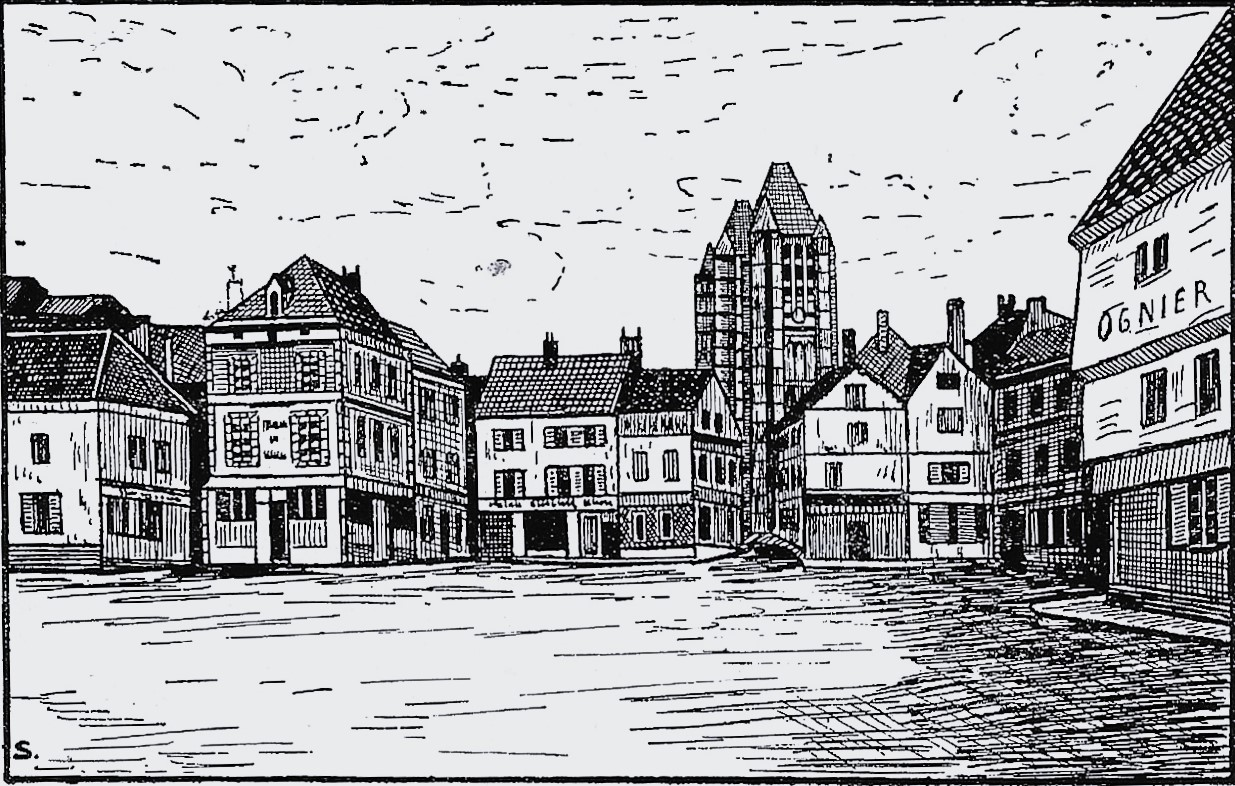
Place Blé in Noyon (Federzeichnung)

Zu Ostern 1906 erhielt er eine Anstellung als Oberlehrer am Katharineum zu Lübeck. In seinem Haus in der Kronsforder Allee 31a unterhielt er eine Pension für auswärtige Schüler. Im Ersten Weltkrieg war er Oberleutnant im Infanterie-Regiment „Lübeck“ (3. Hanseatisches) Nr. 162. Er zeichnete die Skizzen und Karten für Otto Dziobecks Regimentsgeschichte. 1922 wurde er als Studienrat an die Oberschule zum Dom versetzt. Vorausgegangen war ein Disziplinarverfahren, das aus einer mit antisemitischen Untertönen aufgeheizten Auseinandersetzung mit dem Direktor des Katharineums Georg Rosenthal herrührte. Sander wurde dabei vom Rechtsanwalt Ernst Wittern, seit 1919 Mitglied der Deutschnationalen Volkspartei (DNVP) und ab 1924 DVFP, vertreten. Sander hatte sich früh völkischem Gedankengut verschrieben und bekämpfte die Weimarer Republik und ihre Vertreter: „Sein zäher Kampf mit den zersetzenden Kräften jener Zeit“ war, so sein Nachruf 1938, „in lebendiger Erinnerung“. Bei den Reichstagswahlen im Mai und Dezember 1924 trat er als Kandidat der Deutschvölkischen Freiheitspartei (DVFP), sie entstand im Dezember 1922 als völkische Abspaltung der DNVP, im Wahlkreis 35 (Mecklenburg und Lübeck) an. Gewählt wurde Julius Leber (SPD). In der Folge wurde Sander ein früher und „einer der stärksten Vorkämpfer“ für Adolf Hitler und den Nationalsozialismus in der Lübecker Lehrerschaft. Ebenso stark setzte er sich für den Ludendorffschen Bund für Deutsche Gotterkenntnis an.
Sander war seit 1908 verheiratet mit Käthe Elisabeth Marie, geb. Alwert. Der spätere Landgerichtsdirektor und Direktor der Gesellschaft zur Beförderung gemeinnütziger Tätigkeit Rolf Sander (1911–2009) war ein Sohn des Paares.

## Schriften
- Die Franzosen und ihre Literatur im Urteil der moralischen Zeitschriften Steeles und Addisons. Strassburg i. E. 1903: Digitalisat, Hathitrust